# Edsel Pacer
Edsel Pacer var en amerikansk bilmodell och den mer påkostade av de båda enklaste utförandena av bilmärket Edsel vlken Mercury-Edsel-Lincoln-divisionen producerade för Ford Motor Company i USA under modellåret 1958. Pacer baserades tillsammans med den minst påkostade modellen Edsel Ranger på ett kortare chassi som även användes på Fordbilar av modellerna Fairlane och Fairlane 500. Även karosstommen delades med dessa Fordmodeller.
Pacer-modellerna hade förutom mindre chassi och kaross även en något enklare interiör. Dock var bilen försedd med extra rostfria detaljer och lister så att den till det yttre mycket liknar den större modellen Edsel Corsair. Bilen hade en inpressning (”scallop”) på bakskärmarna som dels antingen lackeras i bilens kulör, dels i en avvikande kulör tillsammans med taket eller med tillvalet ”Tri-tone” vilket innebar att karossen, taket och pressningen på bakskärmarna var lackerade i tre sinsemellan olika kulörer.
Inför modellåret 1959 slopades namnet Pacer helt och ersattes istället med Edsel Ranger.

## Tekniska data
Chassit var ett rambygge av traditionellt bakhjulsdrivet amerikanskt snitt. Hjulupphängningen bak var försedd med stel bakaxel och bladfjädring samt en individuell kulledsförsedd framvagn. Som drivkälla användes som standard en bensindriven V8-motor på 361 kubiktum som var försedd med en fyrports Holleyförgasare. På exportmodellerna valde man dock att istället montera en V8-motor från Ford på 332 kubiktum. Kraftöverföringen var en 3-växlad manuell växellåda som standard som dock antingen kunde extrautrustas med överväxel (”overdrive”) eller ersättas av samma trestegs automatiska växellåda som manövrerades med hjälp av tryckknappar placerade i rattcentrumet (”Teletouch”) som satt som standard i de lyxigare modellerna av Edsel.

## Tillverkning
I USA skedde tillverkningen av de båda mindre modellerna Pacer och Ranger vid de tre sammansättningsfabrikerna i Mahwah, New Jersey och San Jose, California samt Louisville, Kentucky. Dessutom skedde tillverkning i Oakville, Ontario i Kanada och i Europa sattes bilar samman i Antwerpen i Belgien.
Totalt uppskattas 20 988 bilar av modellen Pacer ha tillverkats (varav 1 931 vid Kanadafabriken).
| Kod    | Karosstyp         | Antal  |
| 57 B   | 4-d Hardtop Sedan | 5 254  |
| 58 B   | 4-d Sedan         | 7 141  |
| 63 B   | 2-d Hardtop Coupe | 6 717  |
| 76 B   | 2-d Cabriolet     | 1 876  |
| Totalt | Pacer             | 20 988 |
| ------ | ----------------- | ------ |

Cirka ett 50-tal Edsel Pacer/Ranger såldes nya i Sverige, men de flesta fordon som idag rullar här är resultatet av import av begagnade bilar från mitten 1970-talet och framåt.

## Övrigt
Till skillnad mot hur fallet var i USA så skedde försäljningen av Edsel i de nordiska länderna via samma återförsäljare som sålde Ford, med resultatet att bilarna i Skandinavien har kommit att kallas ”Ford Edsel” (jmfr. Mercury och Lincoln).
Efter det att produktionen lagts ner har modellnamnet Pacer senare kommit att återanvändas av biltillverkaren American Motors Corporation på modellen AMC Pacer (1975 – 1980).

## Bildgalleri

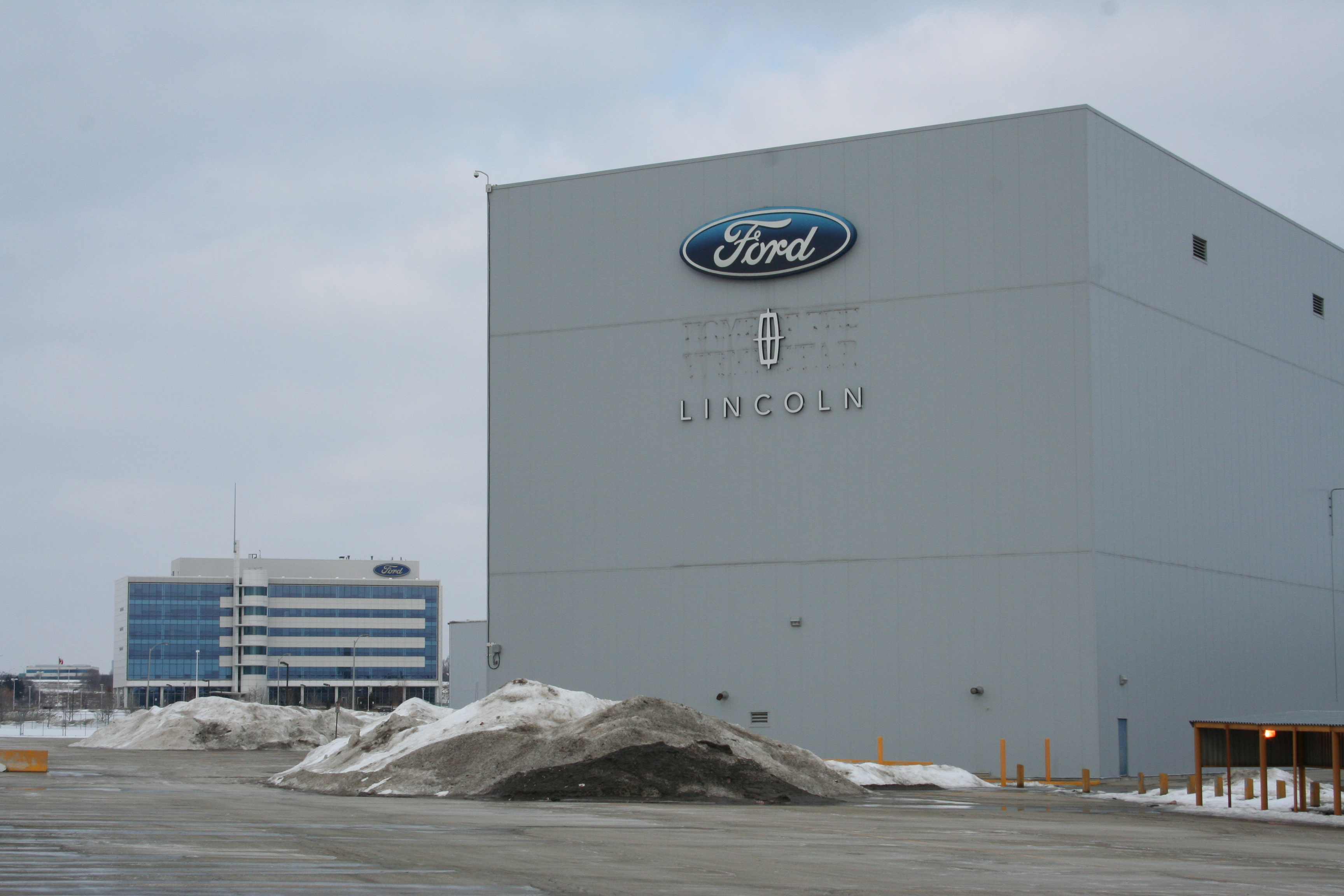
Fords fabrik i Oakville, Ontario invigd 1953
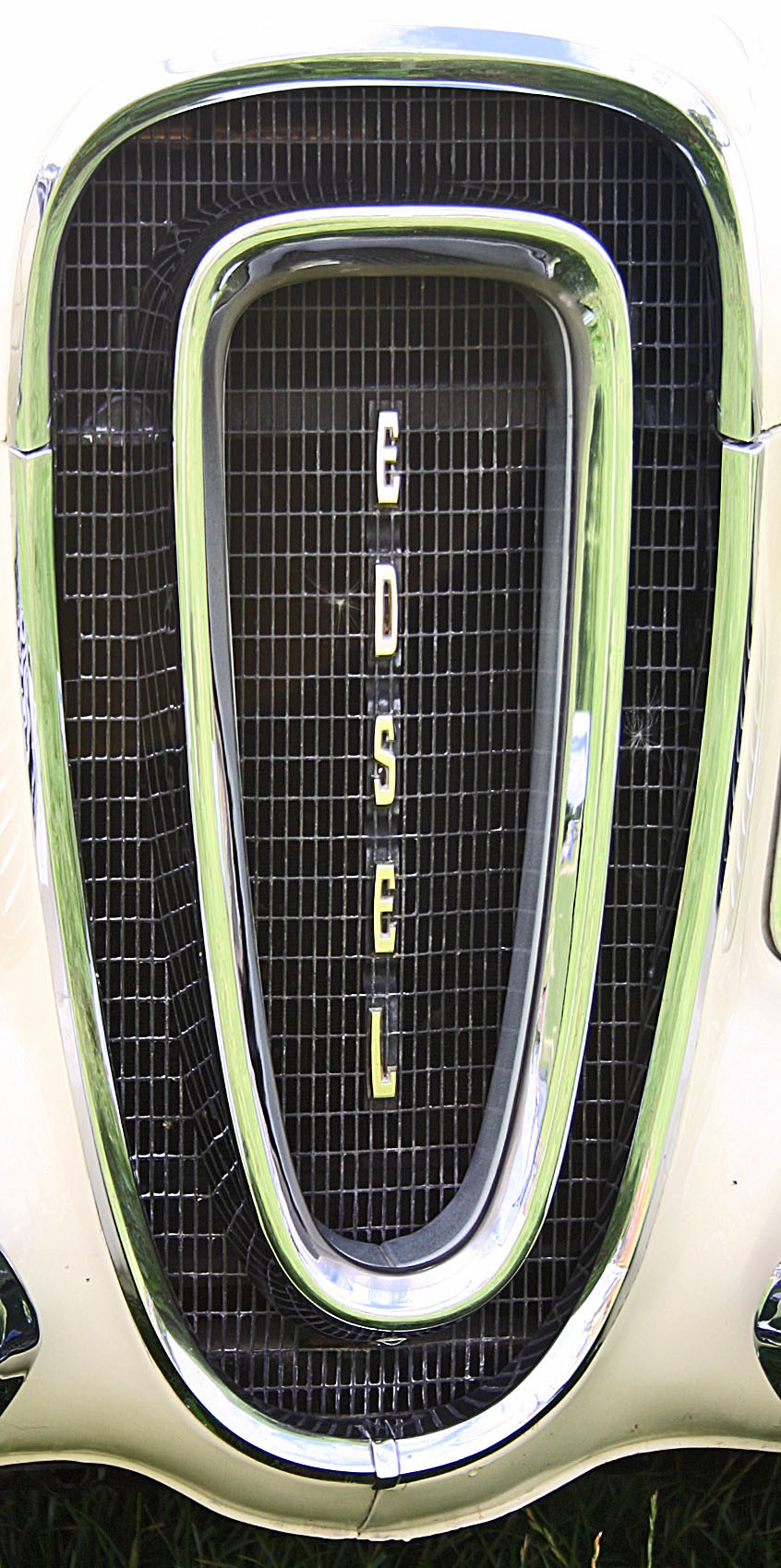
Den karaktäristiska kylarmaskeringen på Edsel 1958
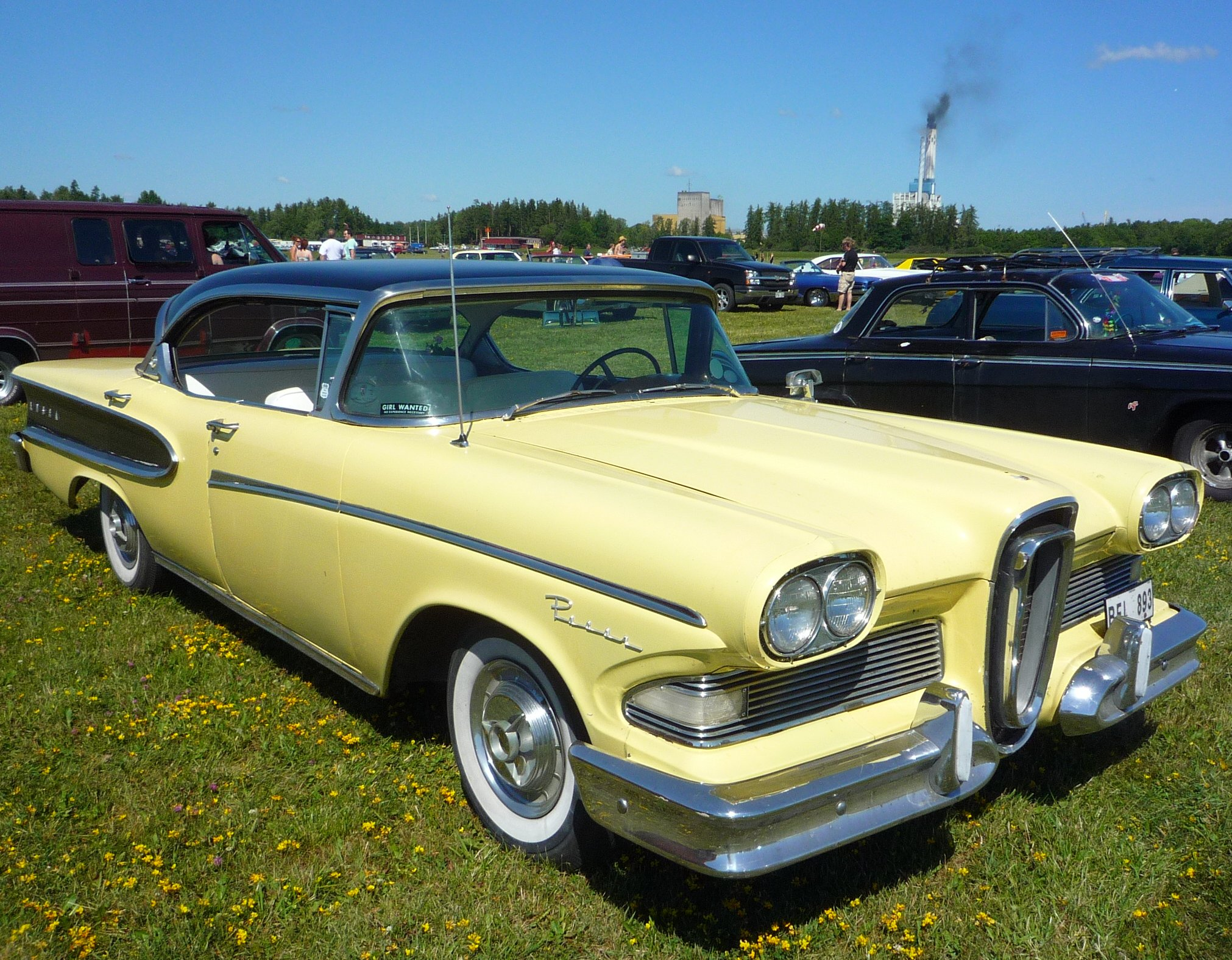
Pacer 4-d Hardtop Sedan
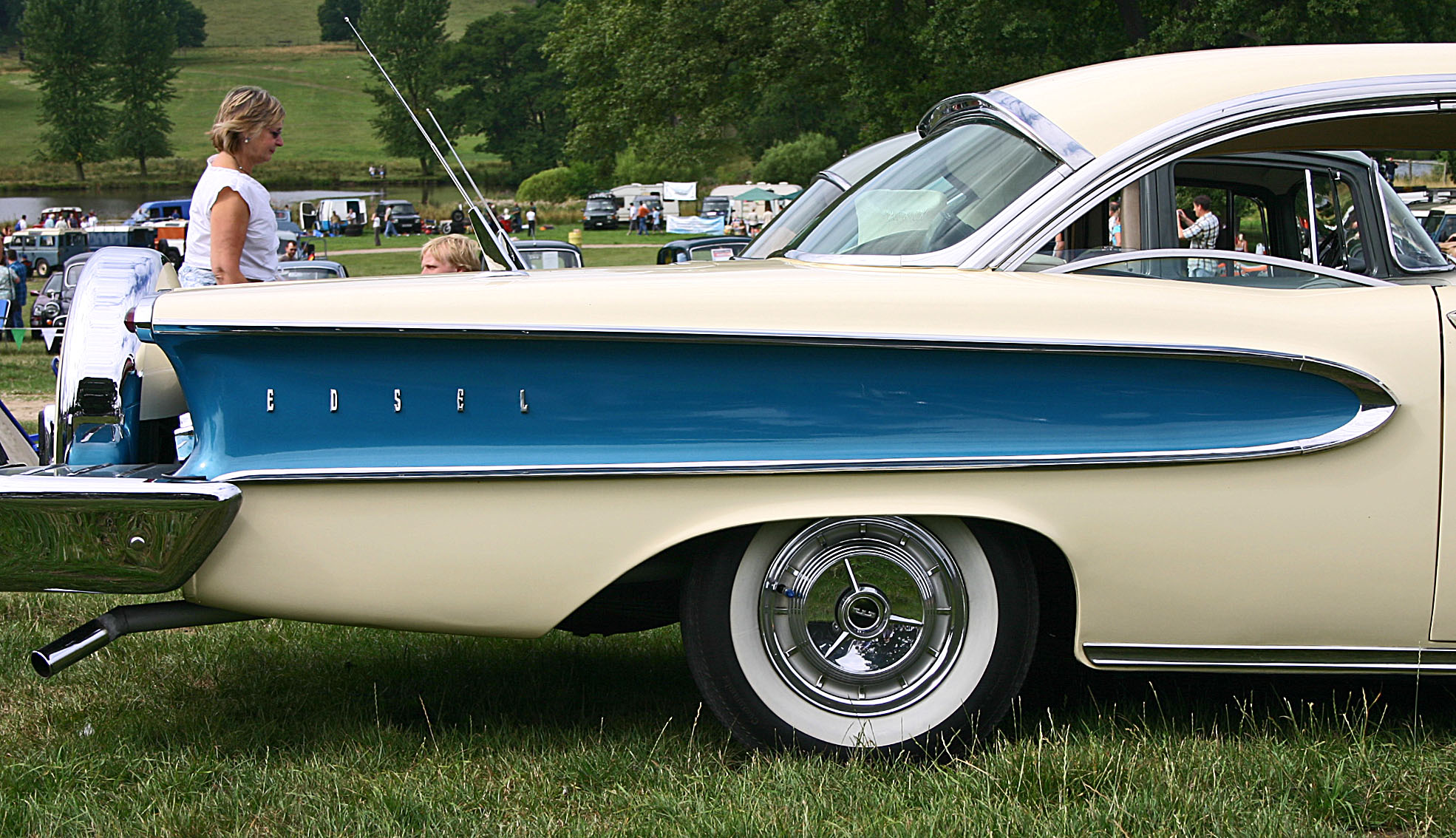
Pacer, ”scallop”
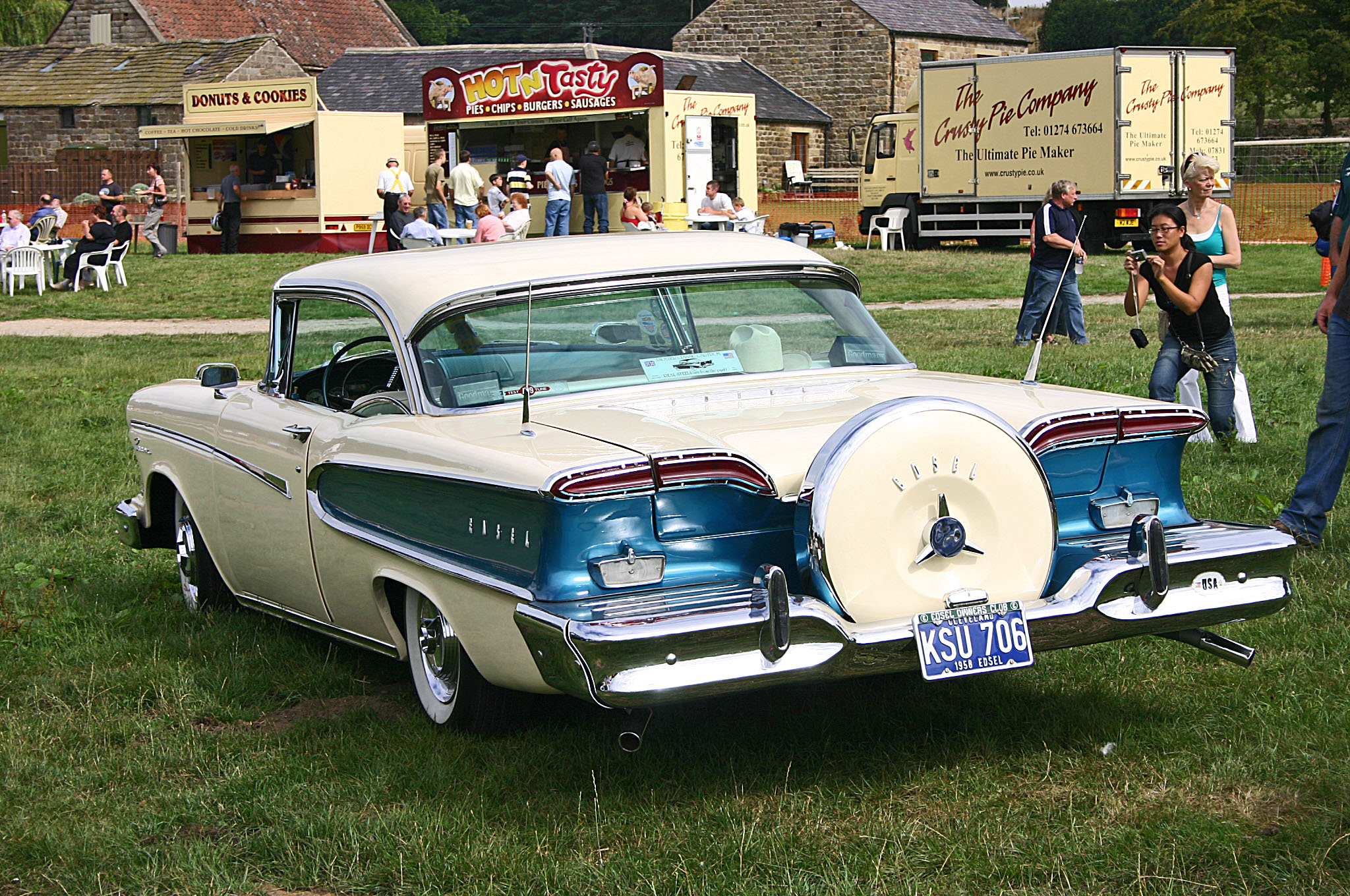
Pacer, extrautrustad med ”Continental Kit”
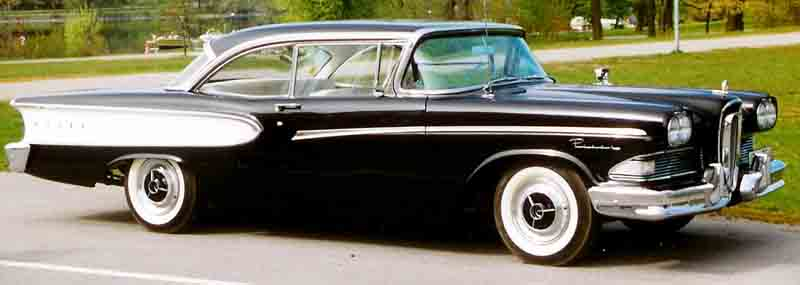
Pacer 2-d Hardtop Coupe
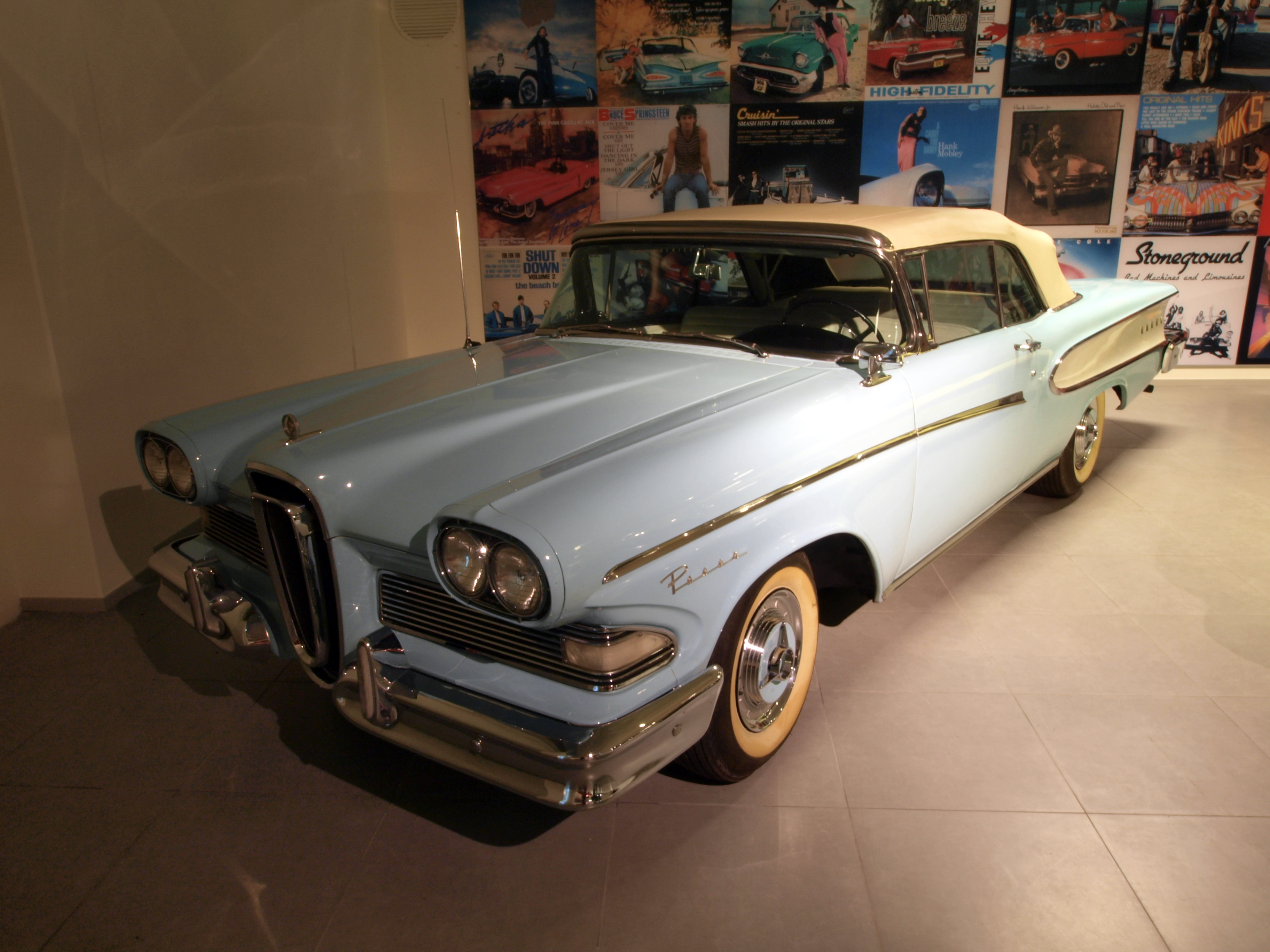
Pacer Convertible med suffletten uppfälld
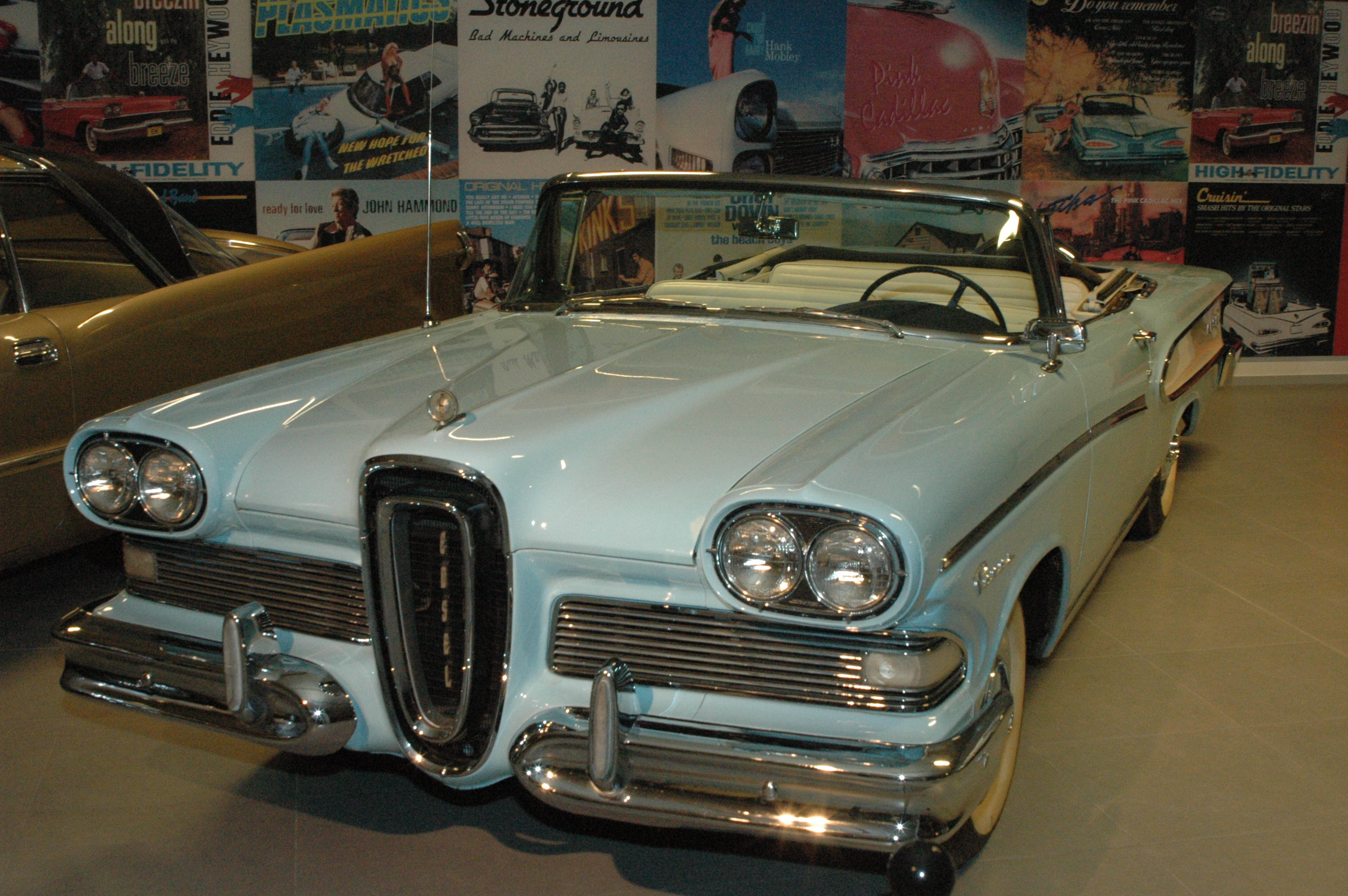
Pacer Convertible på Louwman Museum i Haag
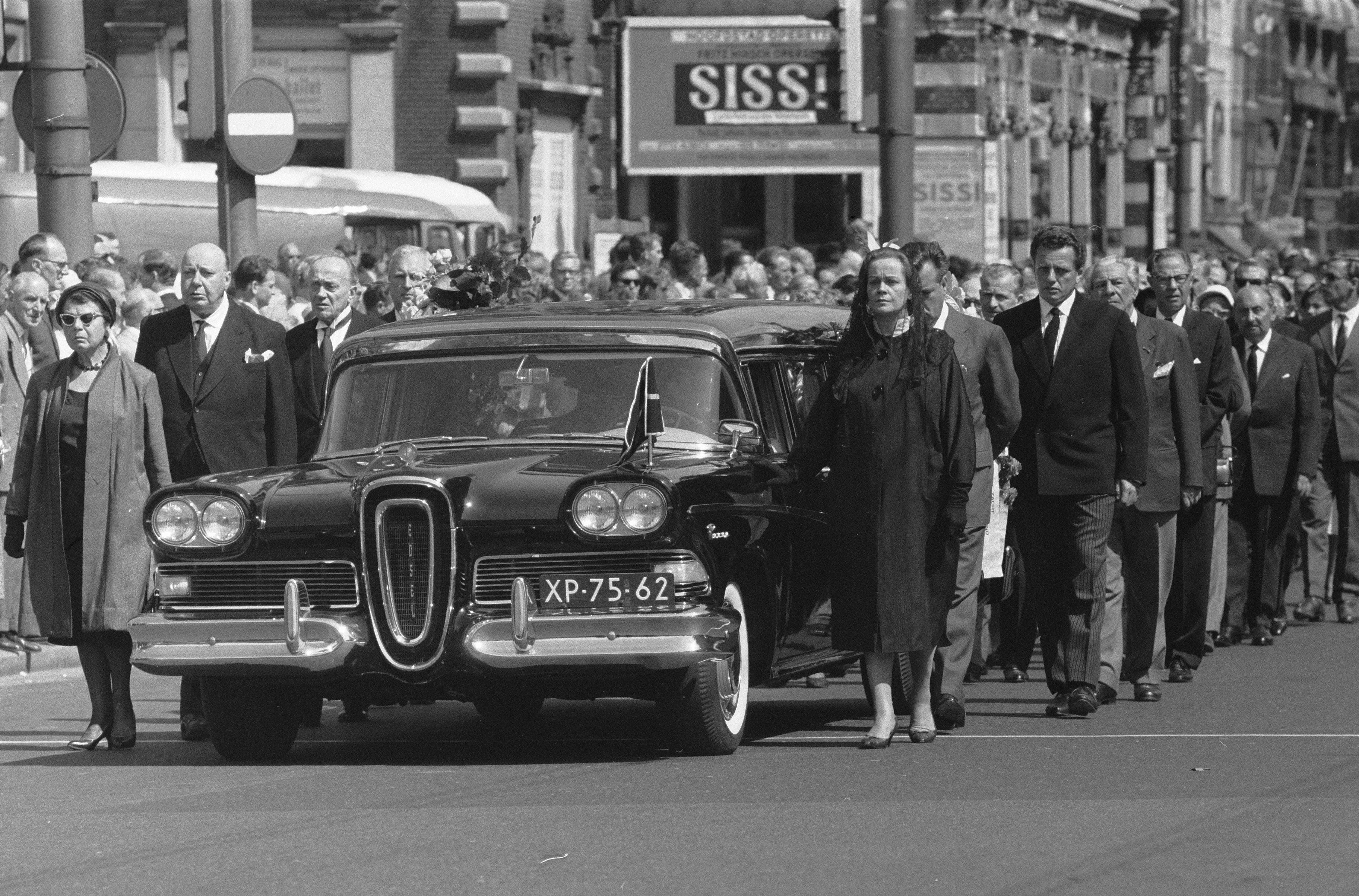
Pacer Hearse Wagon

### Fotnoter
1. ↑  Prestandan på 332-motorerna varierade efter om de var försedda med tvåports- eller fyrportsfögasare
2. ↑  Den angivna vikten kommer från en källa som redogör för av den amerikanska bilförsäljarorganisationen NADA ursprungligen angivna termen Curb Weight vilket med undantag för 75 kg inräknad för föraren motsvarar den svenska termen tjänstevikt. För att få fram tjänstevikten har alltså dessa 75 kg lagts till, vilket förklarar eventuella avvikelser från andra källor.
3. ↑  Uppskattningsvis över 90 % av Pacer-bilarna var utrustade med ”Teletouch”
4. ↑  I Mahwah producerades förseriebilar av Edsel från maj 1957 till årsskiftet 1957/58 och dessa bilar var märkta med bokstaven "E" i chassinumret
5. ↑   I San Jose producerades Edsel från juni 1957 till februari 1958 och dessa bilar var märkta med bokstaven "R" i chassinumret.
6. ↑  I Louisville tillverkade man fortfarande 58:or i slutet av augusti månad och bilar härifrån var märkta med bokstaven "U" i chassinumret
7. ↑  De bilar som byggdes i Oakville var märkta med bokstavskombinationen "AK" i chassinumret för modellerna Ranger och Corsair samt med "BK" för modellerna Pacer och Citation
8. ↑  Anläggningen i Antwerpen fungerade som sammansättningsfabrik av i USA prefabricerade bilar, så kallade ”knock-downs” och dessa bilar var märkta med bokstavskombinationen "ABX" i chassinumret
9. ↑  Den avbildade begravningsbilen är ett holländskt specialbygge, fotograferad i Amsterdam i augusti 1960